# Xyrdectes
Xyrdectes is een geslacht van rechtvleugeligen uit de familie sabelsprinkhanen (Tettigoniidae). De wetenschappelijke naam van dit geslacht is voor het eerst geldig gepubliceerd in 1985 door Rentz & Gurney.

## Soorten
Het geslacht Xyrdectes omvat de volgende soorten:
- Xyrdectes chileno Rentz & Gurney, 1985
- Xyrdectes fuscescens Blanchard, 1851